# Faxanadu
Faxanadu är ett spel till NES, utvecklat av Hudson Soft och släppt 1987 i Japan av Hudson Soft och 1990 i Europa av Nintendo. Namnet är en förkortning av Famicom Xanadu. Spelet släpptes senare till Virtual Console 2010.

## Handling
Faxanadu kretsar kring en icke namngiven huvudperson som får i uppdrag att rädda Världsträdet (World Tree) då ondskan har tagit över och sakta och försiktigt korrumperar dess invånare. Huvudpersonen måste kämpa sin väg upp, allra högst i Världsträdet och besegra ondskan som gömmer sig där uppe.

## Spelsätt
Faxanadu spelas en skärm åt gången, då huvudpersonen når slutet av en skärm så scrollar den vidare till nästa område. I övrigt fungerar det som ett typiskt plattformsspel. Då man har ihjäl fiender tappar de endera guld eller mat som ger energi. För varje fiende får man också erfarenhetspoäng som används för att gå upp i nivå. Spelet bygger på ett lösenordssystem, där man ges "mantran" av olika gurun som finns i tempel i spelet. Samma gurun ökar också spelarens nivå när erfarenhetspoängsgränsen är uppnådd.
I spelet finns också ett antal byar där man kan tala med bybor, samt inhandla magier, bättre utrustning och annat som kan behövas under spelets gång.